# Volmari Iso-Hollo
Volmari Iso-Hollo (Ylöjärvi, Gran Ducat de Finlàndia 1907 - Heinola, Finlàndia 1969) fou un atleta finlandès, especialista en curses de mig fons i llarga distància.

## Biografia
Va néixer l'5 de gener de 1907 a la ciutat de Ylöjärvi, població situada a la regió de Pirkanmaa, que en aquells moments formava part del Gran Ducat de Finlàndia (pertanyent a l'Imperi Rus) i que avui dia forma part de Finlàndia.
Va morir el 23 de juny de 1969 a la ciutat de Heinola, població situada a la regió de Päijänne Tavastia (Finlàndia).

## Carrera esportiva
Especialista en curses de mig fons i llarga distància va formar part de l'anomenat grup "Lentävä suomalainen"/"Flying Finns" (Finlandesos Voladors), generació d'atletes finlandesos que van dominar les proves de mitja i llarga distància a la dècada del 1920, al costat de Paavo Nurmi, Ville Ritola, Albin Stenroos, Lauri Lehtinen, Hannes Kolehmainen i Lasse Virén.
Va participar, als 25 anys, en els Jocs Olímpics d'Estiu de 1932 realitzats a Los Angeles (Estats Units), on va aconseguir guanyar la medalla d'or en la prova dels 3.000 metres obstacles i la medalla de plata en els 10.000 metres, quedant just pel darrere del polonès Janusz Kusociński.
En els Jocs Olímpics d'Estiu de 1936 realitzats a Berlín (Alemanya nazi) va aconseguir revalidar el seu títol olímpic dels 3.000 metres obstacles, establint un nou rècord olímpic amb un temps de 9:03.8 segons i esdevenint el primer (i únic) atleta en revalidar el títol olímpic en aquesta distància. En aquests mateixos Jocs aconseguí la medalla de bronze en els 10.000 metres, en quedar per darrere dels seus compatriotes Ilmari Salminen i Arvo Askola.

## Millors marques
- 1.500 metres. 3' 54.3" (1936)

- 3.000 metres obstacles. 9' 03.8" (1936)

- 5.000 metres. 14' 18.4" (1932)

- 10.000 metres. 30' 12.6" (1932)[4][5]